# J. P. 아렌시비아
조너선 폴 "J. P." 아렌시비아(영어: Jonathan Paul "J. P." Arencibia, 1986년 1월 5일 ~ )는 미국출신의 메이저 리그 전 탬파베이 레이스의 선수이자, 포지션은 포수이다.

## 메이저 리그 이전
플로리다주 마이애미에서 쿠바계 3세로 태어났다. 일찍이 알렉스 로드리게스를 배출했던 그의 모교인 웨스트민스터 크리스천 고등학교에서 그는 로드리게스에 이어 그 학교에서 최다인 통산 17홈런을 기록하는 등, 농구, 풋볼 등 여러 가지 스포츠에서 활약했다. 그리고 2004년에 있었던 MLB드래프드에서 시애틀 매리너스로부터 14라운드 때 지명되었지만 그는 입단하지 않고 테네시 대학교로 진학한다. 그 후 2007년에 있었던 MLB드래프드에서 토론토 블루제이스로부터 1라운드 전체 21순위로 지명되고, 132만 7000달러에 계약하며 입단한다. 입단 첫해에는 싱글A에서 63경기 출장했다.
2008년에는 싱글A에서 시즌을 시작했다. 그리고 도중에 더블A로 승격되며, 시즌에서는 싱글A와 더블A 합하여 126경기에 출장하여 맷 위터스와 함께 마이너 리그 베이스볼최다인 27홈런을 때려낸다. 또, 시즌이 끝난 후에 발표된 베이스볼 아메리카지의 유망주 랭킹에서는 블루제이스산하에서 트래비스 스나이더 다음으로 좋은 평가를 받았고, 메이저 리그전체 중에서도 43위로 평가를 받았다.
메이저 리그승격이 기대됐던 2009년에는 트리플A에서 시즌을 맞이한다. 하지만, 아렌시비아는 야구인생에서 처음으로 염좌를 경험하였고, 더해서 난시가 크게 문제가 된다. 그 결과 21개의 홈런과 75개의 타점을 냄으로써 파워에서는 문제가 없는듯이 보였지만, 타율과 출루율은 각각 .236와 .284를 기록하며 크게 저하된 것을 느낄수 있었다. 결국, 시즌이 종료된 후에 난시교정을 위해 라식수술을 받게 된다.

## 메이저 리그

### 토론토 블루제이스
2010년시즌에는 5월말까지 홈런개수가 8개 불과했지만 6월과 7월연속으로 두자릿수 홈런을 쳐내며 95경기에서 타율 .303, 31홈런, 79개의 타점을 남기며 활약한다. 결국, 8월 5일에 존 벅이 부상자 리스트에 오르며 아렌시비아는 메이저 리그로 승격된다. 그리고 얼마 안된 8월 7일에 있었던 탬파베이 레이스전에서 메이저 리그데뷔를 한다. 그리고 그 날 제임스 쉴즈로부터 데뷔와 동시에 맞이한 첫타석에서 홈런을 때려내는 등 5타수 4안타 2홈런을 쳐내며 강렬한 인상을 남기며 화려한 데뷔전을 치른다. 더해서 데뷔전에서 2홈런을 쳐낸 것은 역대 5번째의 일이며, 데뷔전에서 2홈런과 4안타를 동시에 친 것은 1900년이래 처음나온 일이다.
2011년에는 토론토 블루제이스의 주전포수로 낙점된다. 그와 동시에 23홈런을 때려내며 팀의 포수 홈런기록을 갱신시키는 한편 메이저 리그에서도 파워 있는 타자로 이름을 날린다. 반면에 타율은 .219, 출루율도 .282로 아주 낮았으며, 수비에서도 양대리그에서 가장 많이 공을 놓쳤고, 송구도 좋지 않아 여러면에서 과제를 남겼다.
2012년에는 사구에 의해 골절을 당하는 바람에 102경기에 출장하며 시즌을 마쳤다. 18홈런을 기록하며 장타력을 마음껏 발휘했다. 하지만, 저번 시즌에서도 문제였던 타율과 출루율은 .233와 .275로 변함없었고, 오히려 OPS는 조금 하락하기까지 했다. 그래도 도루저지율이 전년에 비해 24%에서 29%로 5%상승했고, DRS(수비방어점)도 전년에는 -5였지만 +3으로 올라가는 등 수비에서는 좋은 모습을 보였다. 오프시즌에는 R. A. 디키와의 트레이드 될 것처럼 보였지만, 최종적으로는 특급 유망주로 불리던 포수 트레비스 다노가 트레이드 되었다. 결국, 아렌시비아는 팀의 골칫거리이던 주전포수 자리를 메꿔야 하는 중대한 임무를 맡게 되는 것이 확실시 되었다.
2013년에는 제 3회 월드 베이스볼 클래식에 미국대표로 선출되어 출전하게 된다. 그리고 시즌에서는 138경기에 출장하여 자기기록을 세우고, 2년만에 20홈런을 달성하는 등 장타력을 마음껏 뽐냈다. 하지만, 계속 문제였던 타율은 .194로 떨어지며 1할대를 기록하게 되고, 출루율도 .227로 자신에게 있어 가장 낮은 타율과 출루율을 달성하게 된다. 또, 지난시즌보다 36경기나 더 치뤘지만 전시즌과 같은 18개의 볼넷을 골라냄으로써 선구안에서도 심각한 문제를 보였다. 그래도 DRS에서는 정수를 유지했다. 하지만, 공을 놓치는 일이 13번이나 발생하며 이 부문에서 리그 1위를 차지하는 등 수비에서도 좋아진 모습은 보여주지 못했다.

### 텍사스 레인저스
블루제이스에서 기대를 받으며 여러번 기회가 왔었지만 자리를 잡지 못한 채 12월 2일에 논텐더FA가 된다. 하지만, 12월 10일에 텍사스 레인저스가 아렌시비아와 1년 계약을 했다고 공식발표를 함으로써 아렌시비아는 팀을 찾게 된다. 공식발표에서는 계약기간은 1년이라고 밝혔지만 정확한 금액을 밝히지 않았다.

### 볼티모어 오리올스
2015년 1월 8일에 볼티모어 오리올스와 마이너 계약을 맺는다.

## 별 타격 성적
| 연 도     | 소 속     | 경 기 | 타 석 | 타 수 | 득 점 | 안 타 | 2 루 타 | 3 루 타 | 홈 런 | 루 타 | 타 점 | 도 루 | 도 루 자 | 희 생 번 | 희 생 플 | 볼 넷 | 고 4 | 사 구 | 삼 진 | 병 살 타 | 타 율 | 출 루 율 | 장 타 율 | O P S |
| --------- | --------- | ----- | ----- | ----- | ----- | ----- | ------- | ------- | ----- | ----- | ----- | ----- | -------- | -------- | -------- | ----- | ---- | ----- | ----- | -------- | ----- | -------- | -------- | ----- |
| 2010년    | TOR       | 11    | 37    | 35    | 3     | 5     | 1       | 0       | 2     | 12    | 4     | 0     | 0        | 0        | 0        | 2     | 0    | 0     | 11    | 0        | .143  | .189     | .343     | .532  |
| 2011년    | TOR       | 129   | 486   | 443   | 47    | 97    | 20      | 4       | 23    | 194   | 78    | 1     | 1        | 0        | 3        | 36    | 3    | 4     | 133   | 6        | .219  | .282     | .438     | .720  |
| 2012년    | TOR       | 102   | 372   | 347   | 45    | 81    | 16      | 0       | 18    | 151   | 56    | 1     | 0        | 1        | 3        | 18    | 1    | 3     | 108   | 4        | .233  | .275     | .435     | .710  |
| 2013년    | TOR       | 138   | 497   | 474   | 45    | 92    | 18      | 0       | 21    | 173   | 55    | 0     | 2        | 0        | 2        | 18    | 0    | 3     | 148   | 8        | .194  | .227     | .365     | .592  |
| 통산：4년 | 통산：4년 | 380   | 1392  | 1299  | 140   | 275   | 55      | 4       | 64    | 530   | 193   | 2     | 3        | 1        | 8        | 74    | 4    | 10    | 400   | 18       | .212  | .258     | .408     | .666  |

- 2013시즌 종료 기준